# MI DA RA 摩天楼
「MI DA RA 摩天楼」（ミ・ダ・ラ まてんろう）は、当時ハロー!プロジェクトに属していたメロン記念日の10thシングル。2003年9月10日に発売された。

## 収録曲
作詞・作曲：つんく
1. MI DA RA 摩天楼
  - 編曲：高橋諭一
2. 二人のパラダイス
  - 編曲：上杉洋史
3. MI DA RA 摩天楼（Instrumental）

## 参加ミュージシャン
MI DA RA 摩天楼
- ギター&プログラミング：高橋諭一
- ガットギター：古川昌義
- コーラス：メロン記念日・つんく

二人のパラダイス
- キーボード&プログラミング：上杉洋史
- アコースティックピアノ：小川文明
- ギター：山崎淳
- コーラス：メロン記念日・つんく